# Борисик, Василий Иванович
Василий Иванович Борисик (бел. Васіль Іванавіч Барысік; род. 28 августа 1926, д. Горное, Глусский район — 27 сентября 2010) — машинист экскаватора Стародорожского строительно-монтажного управления Минского областного треста по производству мелиоративных работ. Герой Социалистического Труда (1966). Заслуженный мелиоратор БССР (1965). Участник Великой Отечественной войны в составе 90-го стрелкового полка 95-й стрелковой дивизии.

## Биография
С 1944 по 1955 год служил в Советской Армии. После демобилизации вернулся на родину. Окончил Минскую школу десятников-строителей и получил специальность машиниста экскаватора. С 1959 года и до выхода на пенсию работал в стародорожской мелиоративной организации ПМК-73 рабочим, бригадиром, начальником участка, машинистом экскаватора на многих объектах республики и за её пределами.
С 1961 года — старший машинист экскаватора Стародорожского строительно-монтажного управления мелиорации треста Минскводстрой. За 7 лет работы в тресте выполнил 15 годовых норм. 23 июля 1965 года за многолетний добросовестный труд в системе мелиорации присвоено звание «Заслуженный мелиоратор БССР».
С 1972 года — старший прораб ПМК-73 своего треста.
Указом Президиума Верховного Совета СССР от 30 апреля 1966 года за успехи в увеличении производства и заготовок картофеля, овощей и плодов был удостоен звания Героя Социалистического Труда с вручением ордена Ленина и золотой медали «Серп и Молот».
Депутат Верховного Совета БССР в 1967—1971 годах.

## Награды и звания
Награждён орденом Ленина, орденом Трудового Красного Знамени, орденом «Знак Почёта». В 1994 году присвоено звание «Почетный гражданин города Старые Дороги».
Занесён в Книгу Народной Славы Стародорожского района.

## Память
Памятный знак в честь В. И. Борисика на Аллее Славы в Глуске.